# Jeżyczki
Jeżyczki is een plaats in het Poolse district  Sławieński, woiwodschap West-Pommeren. De plaats maakt deel uit van de gemeente Darłowo en telt 330 inwoners.
Tot 1945 was dit gebied onderdeel van Duitsland. Zie voor meer informatie het artikel over Pommeren.
De stad ligt ongeveer 9 kilometer ten zuiden van Darlowo, 19 kilometer ten westen van Sławno en 158 kilometer ten noordoosten van de provinciehoofdstad Szczecin.